# The Passionate Friends
The Passionate Friends é um filme de drama romântico produzido no Reino Unido e lançado em 1949.